# Tour de Antalya
A Tour de Antalya (oficialmente: Tour of Antalya) é uma competição de ciclismo por etapas turca que se celebra no mês de fevereiro na região de Antalya. A corrida organizou-se pela primeira vez no ano 2018 e faz parte do UCI Europe Tour baixo a categoria 2.2.

## Palmarés
| Ano  | Vencedor               | Segundo              | Terceiro            |           |
| ---- | ---------------------- | -------------------- | ------------------- | --------- |
| 2018 | Artem Ovechkin         | Cristian Raileanu    | Awet Habtom         |           |
| 2019 | Szymon Rekita          | Giovanni Lonardi     | Attila Valter       |           |
| 2020 | Max Stedman            | Kenneth Van Rooy     | Alessandro Fancellu |           |
| 2021 | cancelado              | cancelado            | cancelado           | cancelado |
| 2022 | Jacob Hindsgaul Madsen | Alessandro Fedeli    | Luc Wirtgen         |           |
| 2023 | cancelado              | cancelado            | cancelado           | cancelado |
| 2024 | Davide Piganzoli       | Alessandro Pinarello | Edoardo Zambanini   |           |

## Palmarés por países
| País        | Vitórias |
| ----------- | -------- |
| Rússia      | 1        |
| Polónia     | 1        |
| Reino Unido | 1        |